# Leioproctus albiscopis
Leioproctus albiscopis (лат.) — вид пчёл рода Leioproctus из семейства Colletidae. Австралия.

## Описание
Мелкие пчёлы (длина тела около 6 мм) с опушением из светлых волосков (тело в основном чёрно-коричневое). От близких видов отличаются следующими признаками: область между глазом и оцеллием с нерегулярными морщинками около оцеллия и гладкая перед глазом; скопа задних ног (для сбора пыльцы) с беловатым опушением (отсюда и название вида), лоб грубо сетчато-бороздчатый; усики длинные, скапус достигает оцеллия; первый тергит гладкий с линейно-сетчатый и с мелкими пунктурами, вентральная поверхность клипеуса без выступов-зубцов, метапостнотум гладкий, жвалы коричневые; скутум гладкий и блестящий, редко пунктированный; голова и грудь без металлического блеска, внутренняя голенная шпора задней ноги с очень мелкими зазубринами (не гребенчатая), базитибиальная пластинка заострённая. Крылья с 2 субмаргинальными ячейками, клипеус выпуклый (также как и надклипеальная область), скапус усиков короткий и не достигает среднего оцеллия, длинная югальная лопасть заднего крыла, то есть простирающаяся значительно ниже уровня cu-v. Включен в состав подрода Colletellus Michener, 1965 (подсемейство Neopasiphaeinae). Обнаружен на цветках Allocasuarina campestris (Casuarinaceae). Вид был впервые описан в 2018 году австралийским энтомологом Remko Leijs (South Australian Museum, Аделаида, Австралия).